# Cantone di Couptrain
Il Cantone di Couptrain era una divisione amministrativa dell'arrondissement di Mayenne.
È stato soppresso a seguito della riforma complessiva dei cantoni del 2014, che è entrata in vigore con le elezioni dipartimentali del 2015.
Comprendeva i comuni di:
- Chevaigné-du-Maine
- Couptrain
- Javron-les-Chapelles
- Lignières-Orgères
- Madré
- Neuilly-le-Vendin
- La Pallu
- Saint-Aignan-de-Couptrain
- Saint-Calais-du-Désert